# Warrant officer
Warrant officer (in inglese: ufficiale di garanzia o ufficiale di mandato) è un grado militare usato principalmente nelle forze armate statunitensi, britanniche e in quelle di paesi membri del Commonwealth. 

## Inquadramento
I warrant officers delle forze armate americane costituiscono una categoria specifica, intermedia tra quella degli Ufficiali e quella dei Sottufficiali.
Nei paesi del Commonwealth sono invece il gradino più alto della categoria dei sottufficiali. Nelle forze armate americane i sottufficiali vengono denominati sergenti nell'Esercito e nel Corpo dei Marines, sergenti o tecnici secondo la loro specialità nell'Aeronautica e Petty officer nella US Navy. Nelle forze armate britanniche e dei paesi del commonwealth e nei paesi di tradizione britannica, i warrant officer sono paragonabili ai marescialli delle forze armate italiane, mentre i sottufficiali di grado inferiore denominati petty officer sono paragonabili al ruolo sergenti e ai graduati di truppa delle forze armate italiane.

## Stati Uniti d'America
Nelle forze armate americane, il termine warrant officer indica gli ufficiali esperti in campi tecnici molto specializzati, posizioni che non possono essere assolte dai normali ufficiali che tendono ad avere un campo di conoscenze più ampio e generalista. I CWO (Chief Warrant Officer) provengono dai ranghi dei sottufficiali che hanno completato il Chief Warrant Officer Program; e vengono nominati ufficiali con un "warrant" (un mandato, un ordine). Come gli ufficiali dello Staff Corps, i CWO portano dei distintivi al di sopra delle insegne di grado sulle maniche e sulle controspalline che denotano la specialità di appartenenza.
Questa categoria di militari può essere paragonata a quella italiana ad esaurimento del Corpo unico degli specialisti della Marina Militare (precedentemente noto come Ruolo degli ufficiali del Corpo equipaggi militari marittimi), o a quelli del Ruolo unico degli specialisti dell'Aeronautica Militare.
L'espressione warrant officer non ha un equivalente esatto nella lingua italiana, benché taluni dizionari riportino come traduzione approssimata quella di "sergente maggiore".
Malgrado le disposizioni regolamentari teoricamente vigenti, l'USAF non impiega la categoria gerarchica del warrant officer (caso unico nelle forze armate statunitensi). Quando il Congresso nel 1958 autorizzò l'istituzione di due gradi di livello (relativamente) alto nella truppa USAF, i vertici di quest'ultima decisero per conto proprio che questi due "super gradi" potevano soddisfare ogni esigenza della forza armata per il livello "warrant officer", ancorché tale determinazione non abbia avuto risalto pubblico che molti anni dopo. L'USAF smise di nominare warrant officers nel 1959, l'anno in cui avvennero le prime promozioni al nuovo grado apicale della truppa, Chief Master Sergeant. Nel corso degli anni sessanta i warrant officers furono per lo più promossi ufficiali, ma, seppur in numero esiguo, continuarono ad esisterne per altri ventun anni.
L'ultimo warrant officer dell'aeronautica "in servizio attivo" (USAF), il CWO4 James H. Long, andò in congedo nel 1980 e l'ultimo pari grado "riservista" (Air Force Reserve), il CWO4 Bob Barrow, lasciò i ranghi nel 1992. Dopo il pensionamento, fu promosso a titolo onorario alla posizione CWO5, la sola persona che abbia rivestito questo grado nell'USAF. Barrow è deceduto nell'aprile 2008. Dalle dimissioni di Barrow, nell'USAF il grado di warrant officer, benché ancora in vigore, non viene più usato.

### Distintivi di grado (Stati Uniti)
| Warrant Officers della US Army | Warrant Officers della US Army | Warrant Officers della US Army | Warrant Officers della US Army | Warrant Officers della US Army | Warrant Officers della US Army |
| Codice USA                     | W-5                            | W-4                            | W-3                            | W-2                            | W-1                            |
| ------------------------------ | ------------------------------ | ------------------------------ | ------------------------------ | ------------------------------ | ------------------------------ |
| Distintivo                     |                                |                                |                                |                                |                                |
| Grado                          | Chief Warrant Officer 5        | Chief Warrant Officer 4        | Chief Warrant Officer 3        | Chief Warrant Officer 2        | Warrant Officer 1              |

| Gradi dei Chief Warrant Officers della US Navy | Gradi dei Chief Warrant Officers della US Navy | Gradi dei Chief Warrant Officers della US Navy | Gradi dei Chief Warrant Officers della US Navy | Gradi dei Chief Warrant Officers della US Navy | Gradi dei Chief Warrant Officers della US Navy |
| Chief Warrant Officer Five                     | Chief Warrant Officer Four                     | Chief Warrant Officer Three                    | Chief Warrant Officer Two                      | Warrant Officer 1                              |                                                |
| W-5                                            | W-4                                            | W-3                                            | W-2                                            | W-1                                            |                                                |
| ---------------------------------------------- | ---------------------------------------------- | ---------------------------------------------- | ---------------------------------------------- | ---------------------------------------------- | ---------------------------------------------- |
|                                                |                                                |                                                |                                                |                                                |                                                |

| Warrant officers del Corpo dei Marine | Warrant officers del Corpo dei Marine       | Warrant officers del Corpo dei Marine  | Warrant officers del Corpo dei Marine  | Warrant officers del Corpo dei Marine | Warrant officers del Corpo dei Marine |
| Codice USA                            | W-5                                         | W-4                                    | W-3                                    | W-2                                   | W-1                                   |
| ------------------------------------- | ------------------------------------------- | -------------------------------------- | -------------------------------------- | ------------------------------------- | ------------------------------------- |
| colletto                              | barra argentata con striscia rossa centrale | barra argentata con tre quadrati rossi | barra argentata con due quadrati rossi | barra dorata con tre quadrati rossi   | barra dorata con due quadrati rossi   |
| grado                                 | Chief warrant officer 5                     | Chief warrant officer 4                | Chief warrant officer 3                | Chief warrant officer 2               | Warrant officer 1                     |

| Warrant officers della United States Coast Guard | Warrant officers della United States Coast Guard | Warrant officers della United States Coast Guard | Warrant officers della United States Coast Guard | Warrant officers della United States Coast Guard | Warrant officers della United States Coast Guard |
| Codice USA                                       | W-5                                              | W-4                                              | W-3                                              | W-2                                              | W-1                                              |
| ------------------------------------------------ | ------------------------------------------------ | ------------------------------------------------ | ------------------------------------------------ | ------------------------------------------------ | ------------------------------------------------ |
|                                                  | n.d.                                             |                                                  |                                                  |                                                  |                                                  |
| grado                                            | Chief warrant officer 5 (non in uso)             | Chief warrant officer 4                          | Chief warrant officer 3                          | Chief warrant officer 2                          | Warrant officer 1 (non in uso)                   |

## Regno Unito
Nelle forze armate britanniche i Warrant Officer sono equiparabili al ruolo marescialli delle forze armate italiane. Il grado ha due livelli nel British Army, nella Royal Navy e nel corpo dei Royal Marines: Warrant officer di seconda classe e Warrant officer di prima classe. Nella Royal air Force ha un solo livello ma con due diverse denominazioni: Warrant officer e Master aircrew. 

### Distintivi di grado (Regno Unito)
Nella Royal Navy di Warrant Officer 2nd Class (sottufficiale di seconda classe) e Warrant Officer 1st Class (sottufficiale di prima classe) sono omologabili rispettivamente al capo di seconda classe e al capo di prima classe della Marina Militare Italiana.
| Gradi dei Warrant Officers della Royal Navy e del Corpo dei Royal Marines | Gradi dei Warrant Officers della Royal Navy e del Corpo dei Royal Marines | Gradi dei Warrant Officers della Royal Navy e del Corpo dei Royal Marines | Gradi dei Warrant Officers della Royal Navy e del Corpo dei Royal Marines |
| Royal Navy                                                                | Royal Navy                                                                | Royal Marines                                                             | Royal Marines                                                             |
| Warrant Officer 1st Class                                                 | Warrant Officer 2nd Class                                                 | Warrant Officer 1st Class                                                 | Warrant Officer 2nd Class                                                 |
| OR-9                                                                      | OR-8                                                                      | OR-9                                                                      | OR-8                                                                      |
| ------------------------------------------------------------------------- | ------------------------------------------------------------------------- | ------------------------------------------------------------------------- | ------------------------------------------------------------------------- |
|                                                                           |                                                                           |                                                                           |                                                                           |